# Erik Imler
Erik Bradley Imler (Silver Spring, 1º giugno 1971) è un ex calciatore statunitense, di ruolo centrocampista.

## Carriera

### Club
Ha sempre giocato nel campionato statunitense.

### Nazionale
Con la Nazionale è stato convocato per le Olimpiadi nel 1992.